# Les Gobelins (stanice metra v Paříži)
Les Gobelins je nepřestupní stanice pařížského metra na lince 7 na hranicích 5. a 13. obvodu v Paříži. Nachází se na Avenue des Gobelins jižně od křižovatky, kde se kříží Avenue des Gobelins, Boulevard Saint-Marcel, Boulevard Arago a Boulevard de Port-Royal.

## Historie
Stanice byla otevřena 15. února 1930 při prodloužení linky 10 z Place Monge do Place d'Italie. 26. dubna 1931 byla část linky 10 od Place Monge do Porte de Choisy a s ní i stanice Les Gobelins připojena k lince 7.

## Název
Jméno stanice je odvozeno od názvu ulice Avenue des Gobelins. V roce 1601 zde nechal Jindřich IV. založit manufakturu na gobelíny. Tapiserie se zde vyrábějí dodnes.

## Vstupy
Stanice má čtyři vchody na Avenue des Gobelins.

## Zajímavosti v okolí
- Manufacture des Gobelins